# 찰리 멍거
찰스 토머스 멍거(영어: Charles Thomas Munger, 1924년 1월 1일~2023년 11월 28일)는 미국 태생의 억만장자이자 사업가이다. 버크셔 해서웨이의 부회장으로, CEO인 워렌 버핏의 가장 친애하는 파트너이자 최측근이었다. 주로 찰리 멍거(Charlie Munger)라는 애칭으로 통한다. 1984년부터 2011년까지 웨스코 파이낸셜의 회장이기도 했으며, 캘리포니아 로스앤젤레스에 본사를 둔 데일리 저널의 회장이자 코스트코 도매 주식회사의 이사를 역임했다.